# Wilhelm Gaerte
Wilhelm Otto Gaerte (* 19. Januar 1890 in Eydtkuhnen, Ostpreußen; † 31. August 1958 in Hannover) war ein deutscher Archäologe, Volkskundler und Museumsdirektor in Königsberg (Preußen). Er gilt als Doyen der ostpreußischen Urgeschichte.

## Leben
Gaerte studierte nach seinem Abitur am Kaiser-Wilhelm-Gymnasium in Osterode ab 1909 an der Albertus-Universität Königsberg Klassische Archäologie, Klassische Philologie und Volkskunde. 1914 wurde er zum  Dr. phil. promoviert. Nach kurzer Zeit als Studienassessor kam er 1919 an das Prussia-Museum, dessen berühmter und letzter Direktor er 1925 wurde. Er machte die eher vorgeschichtliche Einrichtung zu einem führenden landeskundlichen Museum in den  Ostgebieten des Deutschen Reiches. Er baute die volkskundliche Abteilung auf und bestimmte die Einrichtung des Moskowitersaales, dem mehrere Räume zur ostpreußischen Landesgeschichte angegliedert waren.
Als Katholik war er Mitglied des Deutschen Zentrumspartei. In der Zeit des Nationalsozialismus wurde er Mitglied des Nationalsozialistischen Kraftfahrkorps. Bei seiner begrenzten Kooperationsbereitschaft und seinen „unklaren Beziehungen zu den Polen in Masuren“ wurde er 1938 von den Nationalsozialisten abgesetzt.
Von 1925 bis 1945 war Gaerte Herausgeber der Zeitschrift »Prussia« und Vorsitzender der Altertumsgesellschaft Prussia.
Nach der Flucht und Vertreibung Deutscher aus Mittel- und Osteuropa 1945 bis 1950 lebte er in Hannover.

## Schriften
- Urgeschichte Ostpreußens. Gräfe und Unzer, Königsberg 1929.
- Altgermanisches Brauchtum auf nordischen Steinbildern. Kabitzsch, Leipzig 1935.
- Kurzer Führer durch das Prussia-Museum. Altertumsgesellschaft Prussia, Königsberg 1935.
- Volksglaube und Brauchtum Ostpreussens. Beiträge zur vergleichenden Volkskunde (= Marburger Ostforschungen. 5). Holzner, Würzburg 1956.